# Верещак Віктор Олександрович
Ві́ктор Олекса́ндрович Вереща́к (29 листопада 1971, Никонівка, Бердичівський район, Житомирська область, Українська РСР — 13 травня 2014, Рівне, Генічеський район, Херсонська область, Україна) — український військовослужбовець, сержант Збройних сил України.

## Життєвий шлях
1987 року закінчив Никонівську ЗОШ, потім Бердичівське ПТУ № 4, здобув фах будівельника. Працював у Семенівці, згодом на Бердичівському машинобудівному заводі «Прогрес».
З початком російської збройної агресії проти України 19 березня 2014 року призваний за частковою мобілізацією.
Сержант, номер обслуги гаубичного самохідно-артилерійського взводу 2-го дивізіону 26-ї окремої артилерійської бригади, в/ч А3091, м. Бердичів.
Підрозділи бригади були спрямовані на Херсонщину для посилення охорони адміністративного кордону з окупованим російськими військами Кримом.
13 травня 2014-го поблизу села Рівного Генічеського району, під час пересування підрозділу з однієї позиції на іншу в ході навчань, сталася пожежа й вибух в одній з самохідних гаубиць 2С19 «Мста-С». Загинули резервіст сержант Віктор Верещак та старший солдат строкової служби Володимир Котвіцький, двоє зазнали опікових поранень різного ступеня тяжкості, — солдат Роман Огурківський зазнав важких опіків — 85 % шкіри, солдат Антон Піотровський — опіків 2-го ступеня. П'ятий військовослужбовець зі складу екіпажу залишився неушкодженим. Поранених санітарним літаком доставили в одну з військово-медичних установ Міністерства оборони.
1 червня Віктора поховали на кладовищі рідного села Никонівка. Залишились батьки Олександр Федорович та Олена Степанівна, сестра, дружина Катерина та двоє дітей, — син Юрій 1995 р. н. і донька Оксана 1998 р. н.

## Нагороди
Наказом МО України № 243 від 22.05.2014 р. нагороджений відзнакою нагрудний знак «Знак пошани» (посмертно).

## Вшанування пам'яті
У березні 2015 року на фасаді будівлі Никонівської ЗОШ відкрито меморіальну дошку випускнику Вікторові Верещаку.
7 травня 2015 року на місці загибелі двох військовослужбовців 26-ї бригади біля с. Рівного Генічеського району відкрито й освячено пам'ятний знак.
У серпні 2015 року в Бердичеві на території військової частини 26-ї артилерійської бригади відкрили пам'ятник воїнам, які загинули в ході проведення антитерористичної операції. На пам'ятнику викарбуване й ім'я Віктора Верещака.